# 남민전 사건

남조선민족해방전선의 깃발

남민전 사건(南民戰事件)은 1979년 대한민국 유신 말기 최대 공안 사건이자 논란은 있지만 일부 관련자들이 민주화운동관련자로 인정된 사건이다. 1978년부터 1979년 4월 동아건설 회장 최원석의 자택 등 서울 강남 일대에서 벌어진 강도·절도 사건을 수사하는 과정에서 확대됐다.
1976년 2월, 이재문, 신향식, 김병권 등이 남조선민족해방전선준비위원회(남민전)를 비밀리 조직한다. 1977년 1월, 유신체제를 비판하는 유인물 민중의 소리를 여러 차례 배포하는 등 반유신 투쟁을 전개하고 민청학련을 위시한 학생운동권을 중심으로 청년학생위원회를 조직한다.
무장 혁명을 목표하였고 조선민주주의인민공화국 측과 연락을 시도하고 예비군 훈련장에서 총기를 밀반출해 비축하고 폭탄을 사제하던 중 민투위 강도 사건으로 수사당하게 된다. 1979년 10월 4일부터 11월까지 이재문, 이문희, 차성환, 안재구, 이수일, 김남주, 이재오를 비롯한 남조선민족해방전선준비위원회 조직원 84명이 구속당하였다. 공안 기관은 이것을 '북한 공산 집단의 대남 전략에 따라 국가 변란을 기도한 사건', '북한과 연계된 간첩단 사건', '무장 도시 게릴라 조직' 등으로 발표하면서 국가보안법 및 반공법 위반 등의 협의로 처벌하였다.
후일 KBS에서 방영되었던 인물현대사에서 당시 한나라당 국회의원과 늘푸른한국당 대표를 지낸 이재오나 당시 남조선민족해방전선준비위원회 관련자들이 한 증언을 보면, 조선민주주의인민공화국을 맹목으로 추종하는 조직이었다기보다는 조선민주주의인민공화국과 대등한 처지에서 협상하려고 했던 진보성을 띤 민족주의 성향 단체였다고도 한다. 남베트남민족해방전선을 역할 모델로 삼은 자생한 사회주의자, 진보성을 띤 민족주의자의 조직이라고도 한다. 그러나 조선민주주의인민공화국을 맹목으로 추종하지는 않았더라도 냉전이 한창이었던 당시로서는 1970년대 민주화운동 세력들 중에서도 상당히 이질적인 사상을 가지고 있었던 것으로 보인다. 다만 이재오 자신은 남조선민족해방전선준비위원회 관련자가 아니고 한국민주투쟁국민위원회 소속으로 민주화운동을 하다가 체포되었는데 유신정권이 비슷한 시기에 체포된 남조선민족해방전선준비위원회와 엮었던 것일 뿐이라 주장한다.
2006년 3월, 노무현 정권에서 민주화운동보상심의위원회가 남조선민족해방전선준비위원회 사건 관련자 중 29명을 민주화운동관련자로 인정했다. 남민전 주도자로 사형 선고를 받고 1981년 옥사한 이재문과 1982년 사형당한 신향식은 제외되었다.
홍세화는 이 사건이 알려지기 전 모 기업의 프랑스 파견 직원으로 프랑스에 갔다가 이 사건이 알려진 뒤 프랑스로 정식으로 망명하였다. 홍세화 처지에서 바라본 남조선민족해방전선준비위원회 사건과 관련된 이야기는 후일 《나는 빠리의 택시운전사》에 실렸다.

## 사건
당시 내무부 장관 구자춘은 1979년 10월 9일 건국 후 반국가 활동 단일 사건으로는 최대 규모인 74명이 가담한 '남조선민족해방전선준비위원회' 사건의 총책 이재문(45)을 위시한 20명을 경찰이 검거한 수사 결과를 발표하면서 잔당 54명에 대한 검거령을 내렸다고 하면서 이들이 "북괴의 적화통일 혁명 노선에 따라 폭력으로 대한민국을 전복하고 종국적으로는 사회주의 국가 건설을 위한 전위대로서 지하에 반국가단체인 남조선민족해방전선준비위원회를 조직하여 학생, 지식인, 긴급조치 위반 수형자 등을 포섭하여 대정부 투쟁을 선도 조종하고 도시게릴라 방법에 의한 납치·강도 행위를 자행, 학원 및 사회의 혼란을 조성하고 민중 봉기에 의한 국가 변란을 획책해 온 자들로서 이들이 사용한 사제폭탄 소총 및 실탄 도검류 통신 문건 공작 장비 등 증거물 1374점을 압수했다."라고 밝혔다.
구체로 남조선민족해방전선준비위원회가 당시 대한민국의 군사독재정권을 전복하려고 점조직으로 지하조직을 구축하고 10대 강령, 9대 규약, 10대 생활 규범, 4대 임무 , 3대 의무 등을 제정한 후 인공기를 모방하여 남조선민족해방전선준비위원회 깃발을 만들고 혁명 투사로서 가입할 때 선서하게 했다고 하면서 5명에서 12명을 일당으로 한 혜성대라는 결사 행동대를 조직하고 봉화산작전, 땅벌작전 등 암호를 사용해 서울시 강남구의 재벌 집과 동대문구 휘경동의 G모 사장 집에 침입하여 3회의 강도 행위로 당시 500,000여 원에 상당한 금품을 털고 추적하는 수위를 단도로 찌르기도 하였다.

### 구성
- 이재문 1964년 7월 인민혁명당 중앙상위조직부책으로 군사독재정권 전복 획책하다가 징역 2년을 선고받고 민청학련 사건을 주모한 여정남을 배후에서 조종했으며 1976년 2월 이만성(가명), 김병권(가명 김경인) 등과 함께 소위 남조선민족해방전선준비위원회를 결성, 위원장으로서 취임하여 점조직으로 학생, 교직자 등 74명을 포섭했다.

- 남조선민족해방전선준비위원회의 조직 기구로 중앙위원회와 그 아래에 총무, 조직, 교양선전선동, 출판, 통일전선, 무력, 대외연락, 정보, 재정 등 9부, 검열위원회, 서기, 서울과 경북, 호남 등 3개 지역책을 두고 중앙위원회 직속 하부 조직으로 민주투쟁국민위원회(한민성 가명)을 설치하여 산하에 청년,농민, 노동, 학생, 연합, 교양 등 6부와 지도요원 및 221개조 편성 암약하며 김일성에게 "피로써 충성을 맹세"라는 서신을 보냈다.

### 재판
대법원(주심 이일규)은 남민전 피고인 58명 중에 이재문 등 57명의 상고를 기각하고 신동규에 대해 원심파기 환송하였다. 이에 따라 신향식과 이재문 사형, 안재구, 최석진, 이해경, 박석률, 임동규 5명에게 무기징역, 차성환, 이수일, 김병권, 김남주, 박석삼, 황금수, 김종삼에게 징역15년 자격정지15년, 임규영, 노재창, 김부섭, 김영옥에게 징역10년 자격정지10년, 이문희, 윤관덕, 김봉권에게 징역7년 자격정지7년, 이계천, 이재오, 임준열, 심영호, 이학영, 김흥, 최광운, 김명, 백정호, 정만기에게 징역5년 자격정지5년, 임기묵, 전수진, 최평숙, 권영근, 김정길, 이강, 김재슬, 김특진, 황철식, 최강호, 권오헌에게 징역3년 자격정지3년이 선고되었으며 남민전 관련 전체 피고인 73명 중에서 김세원 등 6명은 상고를 포기했고 상고한 67명 중에 김승균 등 9명은 상고이유서를 기한 내에 제출하지 않아 항소심 형량이 확정됐다.

## 같이 보기
- 인혁당 사건
- 민청학련 사건
- 남민전 강도 사건
- 크리스찬 아카데미 사건
- 남조선로동당
- 사회로동당
- 《나는 빠리의 택시운전사》